# Nenad Andonović
Nenad Andonović (...) è un giocatore di football americano serbo, che gioca nel ruolo di defensive back per i Bristol Pride.